# Nederlands-Belgische Schildpadden Vereniging
De Nederlands-Belgische Schildpadden Vereniging (afgekort NBSV) is een Nederlands-Belgische vereniging van houders van schildpadden welke is voortgekomen uit de NSV, de Nederlandse Schildpadden Vereniging.
De NBSV heeft als doelen het geven van informatie over het houden van schildpadden in gevangenschap, het bestuderen van deze dieren in hun natuurlijke omgeving, het steunen van (inter)nationale beschermingsprojecten en het houden van landdagen waar schildpaddenliefhebbers uit Nederland en België elkaar kunnen ontmoeten.
Ook brengt de NBSV het blad Trionyx uit waarin artikelen staan over het houden en kweken van schildpadden, reizen naar natuurlijke leefomgevingen van schildpadden en de voortgang van beschermingsprojecten.